# ستيفن كوبيرن
ستيفن كوبيرن هو محامي وسياسي أمريكي، ولد في 11 نوفمبر 1817 في Skowhegan, Maine ‏ في الولايات المتحدة، وتوفي بنفس المكان في 4 يوليو 1882. نشط حزبياً في الحزب الجمهوري. وقد انتخب عضو مجلس النواب الأمريكي ‏.